# The Shetland Times
The Shetland Times è un settimanale delle isole Shetland pubblicato ogni venerdì con sede a Lerwick fondato nel 1872.
Il giornale ha una diffusione di oltre 11 300 copie.